# Alicia Coutts
Alicia Coutts (Brisbane, 14 settembre 1987) è un'ex nuotatrice australiana.

## Palmarès
- Olimpiadi

Londra 2012: oro nella 4x100m sl, argento nei 200m misti, nella 4x200m sl e nella 4x100m misti e bronzo nei 100m farfalla.
- Mondiali:

Shanghai 2011: argento nei 100m farfalla e nei 200m misti e bronzo nella 4x100m misti.
Barcellona 2013: argento nei 100m farfalla, nei 200m misti, nella 4x100 sl, nella 4x200m sl e nei 4x100m misti.
- Giochi PanPacifici

Irvine 2010: argento nella 4x100m sl e nella 4x100m misti e bronzo nei 100m farfalla.
Gold Coast 2014: oro nei 100m farfalla e nella 4x100m misti e argento nei 200m misti.
- Giochi del Commonwealth

Delhi 2010: oro nei 100m farfalla, nei 100m sl, nei 200m misti, nella 4x100m sl e nei 4x100m misti.
Glasgow 2014: oro nella 4x100m sl, nella 4x200m sl e nella 4x100m misti e argento nei 200m misti.

## Riconoscimenti
- Pacific Rim Swimmer of the Year: 2010